# Григор Ханджян
Григор Сепухович Ханджян (на арменски: Գրիգոր Սեպուհի Խանջյան) е арменски живописец и график.

## Биография
Григор Ханджян е роден на 26 ноември 1926 г. в Ереван Армения. До 1945 година учи в Ереванското художествено училище „Ф. Терлемезян“. През 1951 година завършва художествената академия в Ереван. След завършване на академията Григор Ханджян редовно участва в изложби със свои произведения. През 1953 г. става член на Съюза на художниците на СССР, а през 1963 г. е избран за член на Управителния съвет на Съюза на художниците на СССР. Освен това е бил член на борда на Съюза на художниците на АССР.
Григор Ханджян започва кариерата си с илюстрации към разкази и произведения на известни писатели и поети:
- Михаил Шолохов – „Съдбата на човека“
- Ованес Туманян – „Давид Сасунски“, „Ануш“, „Сако Лурийски“
- Хачадур Аповян – „Раните на Армения“
- Баруйр Севаг – „Незатихваща камбанария“ и други, които вече са станали неразделна част от историята на съвременния арменски народ.

Ханджян е един от майсторите на арменското изобразително изкуство. Основна тема в неговите произведения са историята, бита, природата и традициите на Армения.
Неговите живописни картини и графики впечатляват с духа на общочовешките проблеми. Например серията от графики „Това е в наше време“ – „Война“, „Насилие“, „Терор“, „Затвор“ и т.н. Тези графики се възприемат като зов, като вик, като обвинения към това, което се случва пред очите ни, против насилието и терора.
От средата на 1970-те години основна тема на творбите на Ханджян е натюрмортът.
Григор Ханджян умира на 19 април 2000 г. в Ереван Армения.

## Награди
- Златен медал от Световната изложба за изящни изкуства в Москва – 1957 г.
- Бронзов медал от Световната изложба за изящни изкуства в Брюксел – 1958 г.
- Народен художник на АССР – 1967 г.
- Държавната награда на СССР за илюстрации и дизайн на книгата на Баруйр Севаг „Незатихващата камбана“ – 1969 г.
- Народен художник на СССР – 1983 г.
- Почетен гражданин на Ереван – 1986 г.